# Kull de Atlantis
Kull de Atlantis, Kull de Valusia o Kull el Conquistador es un personaje ficticio creado por el escritor Robert E. Howard. El personaje era más introspectivo que la creación posterior de Howard, Conan el Bárbaro, cuya primera aparición fue en una reescritura de una historia rechazada de Kull.
Su primera aparición publicada fue "The Shadow Kingdom" en Weird Tales (agosto de 1929). Kull fue interpretado en la película de 1997 Kull el Conquistador por el actor Kevin Sorbo.

## Ficción cronológica
Inicialmente, cuando empezó a escribir los relatos de Kull, Howard situó el personaje hacia el año 100.000 a. C. Sin embargo, en el momento de crear sus personajes de Kull (creado en 1928 y publicado por primera vez en agosto de 1929) y Conan (creado en 1931 y publicado por primera vez en diciembre de 1932), Howard no había concebido todavía ni un trasfondo sólido ni una cronología para el universo de ficción de estos personajes. Después de escribir los tres primeros relatos de Conan el Cimmerio (El fénix en la espada, La hija del gigante helado y El dios del cuenco), Howard, por petición de su editor, redactó La Edad Hiboria, texto en el que todavía no había una cronología precisa pero en el que al menos sí se establecía un cierto orden de los sucesos relativos a las edades en las que vivieron Kull y Conan. Este texto estaba destinado a dar coherencia y credibilidad al mundo en el que vivía el personaje de Conan. Según lo que dice Howard en La edad hiboria, la isla de Atlantis, patria de Kull, se hundió bajo los efectos de un gran cataclismo y solo miles de años después nacería Conan, cuando ya estaban formados los llamados «reinos hiborios». Por lo tanto en el universo de ficción de Howard quedó claro a partir de 1932 que Kull vivió miles de años antes que Conan, pero en un mismo universo compartido. La era en la que vivió Conan se conoce como «Era Hiboria» y aquella, mucho más antigua, en la que vivió Kull se conoce como «Edad Precataclísmica», aunque también se la llama «Era Thuria».
En el tiempo en que Howard escribió los relatos de Conan (los cuatro últimos años de su vida, antes de suicidarse en junio de 1936) no volvió a citar la cifra de 100.000 años antes de Cristo en lo referente a su personaje de Atlantis, Kull. Por cuestiones de coherencia los sistematizadores de la obra de Howard, como L. Sprague de Camp, situaron entonces el nacimiento de Kull hacia el año 20.000 a. C.

## Vida en Atlantis
En tiempos de la vida de Kull, Atlantis estaba gobernada por tribus bárbaras. Al este se encontraba el antiguo continente de Thuria, dividido entre varios reinos civilizados: Commoria, Grondar, Kamelia, Thule, Verulia y el más poderoso de todos, Valusia. Al este de Thuria se encontraban las islas de Lemuria, inspiradas de las que fueron las cimas de las montañas del continente hundido de Mu.
Kull procedía de una tribu del Valle del Tigre, en Atlantis (una isla que Howard ideó inspirándose en la Atlántida), pero tanto su tribu como su valle natal fueron destruidos por una inundación a la que Kull sobrevivió siendo todavía un niño. Fue capturado por otra tribu y adoptado por la misma. El adolescente Kull dio una muerte rápida a una mujer que iba a ser quemada viva y debido a ello fue exiliado de Atlantis.
El joven guerrero intentó llegar a Thuria pero fue capturado por los lemurios y pasó un par de años como esclavo de galera antes de recuperar su libertad durante un motín. Luego llevó una vida de pirata hasta los veinte años. Su valentía en el combate le permitió convertirse en capitán de su propio barco, y conseguir una temible reputación en los mares que rodean Atlantis y Thuria. Perdió su barco y su tripulación en una batalla naval frente a las costas de Valusia, pero una vez más sobrevivió. Vivió en Valusia como ladrón, pero pronto acabó encarcelado.
Sus captores le ofrecieron la alternativa de ser ejecutado o servir como gladiador. Eligió la segunda y demostró ser un eficaz combatiente, lo que le aportó suficiente fama como para recuperar su libertad.

## Soldado y rey
Kull no deseaba salir de Valusia y regresar a su vida al margen de la ley. Se incorporó al Ejército Real como mercenario y buscó el ascenso. En La Maldición del Cráneo Dorado, al acercarse a los treinta años, Kull fue contratado por el rey Borna de Valusia para una misión contra el brujo Rotath de Lemuria, misión en la que demostró ser un eficaz asesino. Borna ascendió a Kull a comandante general de las fuerzas mercenarias. El rey, sin embargo, pronto adquirió una reputación de cruel y déspota. Entre la nobleza aparecieron muchos que no estaban de acuerdo con sus reglas, y en poco tiempo se desató una guerra civil. Pero los mercenarios fueron más leales a Kull que al rey, lo que le permitió asesinar al rey y apoderarse del trono. El relato El Reino Oscuro muestra a Kull tras seis meses de reinado, enfrentándose a la primera conspiración en su contra.
En el relato Los Espejos de Tuzun Thune Kull tiene unos cuarenta años. En el relato el personaje se hace cada vez más introspectivo, preocupado por la contemplación y la filosofía. En este punto termina la serie, y el destino del personaje es incierto. Thuria, Lemuria y Atlantis cayeron en un cataclismo unos pocos siglos después de su reinado de acuerdo al ensayo de Howard La Edad Hiboria. Ocho milenios después llegó Conan el Bárbaro, al que varias fuentes consideran como una reencarnación del rey de Valusia.[cita requerida]

## Adaptaciones
Kull de Atlantis fue llevado al cine en 1997 con la película Kull el Conquistador, dirigida por John Nicolella. El personaje de Kull fue interpretado por el actor Kevin Sorbo.